# Zielone Ludowe
Zielone Ludowe (deutsch: Hummelwitz) ist ein Ort in der Landgemeinde Lewin Kłodzki (Lewin) im Powiat Kłodzki der Woiwodschaft Niederschlesien in Polen. Es liegt vier Kilometer westlich von Duszniki-Zdrój (Bad Reinerz).

## Geographie
Zielone Ludowe liegt im Westen des Glatzer Kessels an der Europastraße 67. Nachbarorte sind Słoszów (Roms) im Nordosten, Duszniki-Zdrój im Osten, Wapienniki (Hordes) im Südosten, Jawornica (Jauernig) und Zimne Wody (Kaltwasser) sowie Leśna [Löschney, 1937–1945: Talheim] und Kulin Kłodzki (Keilendorf) im Nordwesten.

## Geschichte
Hummelwitz in der Grafschaft Glatz wurde 1776 als Kolonie der Stadt Reinerz erbaut. Kirchlich gehörte es zur Pfarrkirche St. Peter und Paul in Reinerz. Bedeutung erlangte Hummelwitz im Bayerischen Erbfolgekrieg, als der preußische König Friedrich der Große am 4. Juli 1778 in einem Hummelwitzer Haus ein Kriegsquartier bezog. Für 1788 sind dreizehn Häuser sowie eine Schule nachgewiesen. Nach der Neugliederung Preußens gehörte es seit 1815 zur Provinz Schlesien und war ab 1816 dem Landkreis Glatz eingegliedert, mit dem es bis 1945 verbunden blieb.
Als Folge des Zweiten Weltkriegs fiel es 1945 wie fast ganz Schlesien an Polen und wurde in Zielone umbenannt. Die deutsche Bevölkerung wurde vertrieben. Die neu angesiedelten Bewohner waren teilweise Zwangsumgesiedelte aus Ostpolen, das an die Sowjetunion gefallen war. 1975–1998 gehörte Zielone zur Woiwodschaft Wałbrzych (Waldenburg). Zusammen mit der Siedlung Ludowe bildet es einen Ortsteil der Landgemeinde Lewin Kłodzki.